# Argyrotome prospectata
Argyrotome prospectata là một loài bướm đêm trong họ Geometridae.